# بر تهانه
بر تهانه (به انگلیسی: Bar Thana) یک منطقهٔ مسکونی در پاکستان است که در خیبر پختونخوا واقع شده‌است.